# شبکه باس

توپولوژی باس یا خطی

توپولوژی شبکه خطی نوعی از معماری شبکه است که در آن مجموعه‌ای از کارخواه یا کلاینت‌ها از طریق یک خط ارتباطی مشترک که معمولاً باس خوانده می‌شود، به یکدیگر متصل می‌شوند. در دنیای کامپیوتر تعدادی متعددی از معماری باس وجود دارد. برای مثال در معماری مادربورد نیز ما همین مدل را می‌بینیم.

## چگونگی کارکرد
شبکه‌های خطی آسان‌ترین راه برای متصل کردن چندین رایانه به یکدیگرند، اما زمانی که دو رایانه قصد ارسال هم‌زمان اطلاعات بر روی یک گذرگاه را دارند ممکن است مشکلاتی در این نوع شبکه‌ها به وجود بیاید. این نوع سیستم‌ها که از معماری شبکه خطی استفاده می‌کنند، از تکنیک‌هایی برای مدیریت و پیشگیری از تصادم استفاده می‌کنند. یکی از این تکنیک‌ها CSMA/CD می‌باشد که مدیریت دسترسی به منابع موجود بر روی یک خط مشترک (Shared Bus) را بر عهده دارند.
یک شبکه خطی واقعی شبکه‌ای Passive یا غیرفعال است، به این معنا که رایانه‌های موجود در شبکه تنها به سیگنال گوش می‌دهند؛ آن‌ها وظیفه انتقال سینگال را بر عهده ندارند. با این وجود بسیاری از شبکه‌های فعالی که به آنها نیز «باس» گفته می‌شود کاربردهای منطقی همانند باس غیرفعال را ارائه می‌دهند؛ برای مثال شبکه سوئیچ شده (Switched Ethernet) اگر شبکه‌ای فیزیکی نباشد، آن را می‌توان شبکه‌ای منطقی در نظر گرفت.
با برتری یافتن اترنت سوئیچ شده نسبت به اترنت غیرفعال، شبکه‌های خطی غیرفعال در شبکه‌های سیمی به تدریج منسوخ شدند. با این وجود، امروزه تقریباً تمام انواع شبکه‌های بی‌سیم را می‌توان نوعی شبکه خطی غیرفعال نامید، که انتشار رادیویی آن نیز همان رسانه غیرفعال مشترک است.
در شبکه خطی افزودن سیستم جدید به شبکه کاری آسان است. در این نوع شبکه‌ها به سیستم‌ها، ایستگاه (Station) یا ایستگاه کاری (Workstation) می‌گویند. توپولوژی خطی از کانال برودکست استفاده می‌کند بدین معنا که تمام ایستگاه‌های متصل به شبکه می‌توانند هرگونه نقل و انتقال بین تمامی ایستگاه‌ها را شنود کنند و نیز در استفاده از شبکه و ارسال اطلاعات دارای اولویتی یکسان هستند.
توپولوژی اترنت باس، همانند یک خط تلفن بزرگ است بدین معنا که سیستم‌های موجود در شبکه پیش از اینکه بخواهند ارسال اطلاعات داشته باشند، می‌بایست از خالی بودن خط اطمینان حاصل کنند؛ یعنی باید بدانند که هیچ سیستم دیگری در حال ارسال اطلاعات نیست. زمانی که ایستگاهی اطلاعات خود را بر روی شبکه ارسال می‌کند، تمام ایستگاه‌های متصل بسته‌های اطلاعاتی را بررسی می‌کنند. در این حالت شبکه باید از تکنیکی به نام CSMA/CD استفاده کند. این تکنیک می‌گوید: «اگر سیستمی قصد ارسال اطلاعات را دارد باید از خالی بودن خط ارتباطی اطمینان حاصل کند. اگر هنگام ارسال اطلاعات به هر دلیلی تصادمی رخ داد، آن سیستم باید سیگنالی را به تمامی دستگاه‌های متصل ارسال کند مبنی بر اینکه تصادمی رخ داده‌است. پس از اینکه تمام دستگاه‌ها از رخ دادن تصادم اطلاع حاصل کردند، آن سیستم که در حال ارسال اطلاعات بود، می‌بایست مدت زمانی رندم و تصادفی را منتظر بماند، سپس به ارسال اطلاعات اقدام کند.» سیستم‌هایی که از خط ارتباطی مشترک استفاده می‌کنند، در واقع پهنای باند موجود بر روی خط را نیز بین خود به اشتراک می‌گذارند. در واقع هر چه تعداد ایستگاه‌ها بیشتر باشد، میزان افزایش تصادم و ترافیک بیشتر خواهد شد.

## مزایا و معایب شبکه خطی

### مزایا
- امکان پیاده‌سازی و توسعه آسان
- امکان نصب آسان
- مناسب برای شبکه‌های موقتی و کوچکی که نیازی به سرعت بالا ندارند.
- هزینه پایینتر نسبت به دیگر توپولوژی‌ها (البته در سال‌های اخیر با ظهور سخت‌افزارهایی نظیر سوئیچ، این نوع توپولوژی اهمیت کمتری پیدا کرده‌است)
- مقرون به صرفه؛ تنها نیاز به یک کابل دارد.
- قابلیت کشف سریع نقص در کابل‌ها.

### معایب
- محدودیت در طول کابل و تعداد ایستگاه‌ها
- اگر مشکلی در یکی از کابل‌ها به وجود بیاید، کل شبکه مختل خواهد شد.
- هزینه‌های نگهداری در طولانی مدت به تدریج بالا خواهد رفت.
- با افزوده شدن ایستگاه‌های جدید به شبکه و بالارفتن ترافیک، کارایی نزول خواهد کرد.
- سیگنال‌های موجود بر روی خط باید به صورت صحیحی خاتمه یابند. (شبکه باید بسته باشد)
- این نوع شبکه با تعداد نودهای کم خوب کار می‌کند
- نرخ تبادل اطلاعات در این شبکه نسبت به توپولوژی‌های دیگر پایینتر است.
- در یک پالس کلاک، تنها یک بسته می‌تواند بر روی خط ارتباطی باقی بماند.